# Жоаль-Фадиут
Жоаль-Фадиут (фр. Joal-Fadiouth) — город на западе Сенегала, на территории области Тиес. Входит в состав департамента Мбур.

## Географическое положение
Город находится в южной части области, на берегу Атлантического океана, к северу от места впадения в него реки Нбисель, на расстоянии приблизительно 85 километров к юго-востоку от столицы страны Дакара. Абсолютная высота — 1 метр над уровнем моря.

## Население
По данным переписи 2002 года численность населения города составляла 32 991 человек.
Динамика численности населения города по годам:
| 1988   | 1997   | 2001   | 2002   | 2012   |
| ------ | ------ | ------ | ------ | ------ |
| 19 003 | 25 937 | 32 401 | 32 991 | 46 227 |

В этническом составе населения преобладают представители народа серер.

## Экономика
Основу экономики города составляют рыболовство, сельское хозяйство и туризм.

## Транспорт
Ближайший аэропорт расположен в городе Каолак.

## Города-побратимы
- Ножан-сюр-Сен
- Венисьё
- Гранби
- Брикама
- Фуэнлабрада
- Бакер

## Известные уроженцы
- Леопольд Седар Сенгор — первый президент Сенегала.